# Pazin
Pazin (italienisch Pisino, deutsch historisch Mitterburg) ist eine Kleinstadt in Kroatien.

## Geografie
Die Stadt liegt im kroatischen Teil von Istrien in der Gespanschaft Istrien. Der Ort Pazin hat 4386 Einwohner, die Gemeinde, die auch zahlreiche umliegende Ortschaften umfasst, hat 8638 Bewohner (Volkszählung 2011). Aufgrund seiner zentralen Lage und seiner historischen Bedeutung als Hauptort der alten Markgrafschaft Istrien ist Pazin/Pisino Sitz des Regionalparlaments der Gespanschaft, das offiziell zweisprachig, kroatisch und italienisch, verhandelt.

## Geschichte
Die Stadt, deren Wahrzeichen die alte Mitterburg (Burg Pazin) ist, wurde 983 erstmals als castrum Pisinium erwähnt. An dessen Stelle befand sich später eine Abtei der Benediktiner, die von den Bischöfen in Parenzo abhängig war. Im 12. Jahrhundert wurde der Ort zum Zentrum einer eigenständigen Herrschaft zuerst durch die Grafen von Schwarzenburg und anschließend 1175 durch die Görzer Grafen.
1374 gelangte Pisino in den Besitz der Habsburger. Von 1805 bis 1814 stand die Stadt unter napoleonischer Herrschaft und war dabei zuerst Teil des Königreichs Italien; ab 1809 gehörte sie zu den Illyrischen Provinzen. Nach 1815 war Pisino erneut Teil der Habsburgermonarchie und Tagungsort des istrischen Landtags. Nach dem Ersten Weltkrieg kam die Stadt 1918 zu Italien.
Während des Zweiten Weltkriegs ereignete sich 1943 das Massaker von Pazin. 1945 wurde Pisino von Jugoslawien besetzt und in Pazin umbenannt. Die italienische Bevölkerung der Stadt wurde vertrieben. Seit 1991 ist Pazin Teil des unabhängigen Kroatien.

## Sehenswürdigkeiten
Nach dem Zweiten Weltkrieg wurde die Burg Montecuccoli zu einem  Museum umgestaltet. Weitere Sehenswürdigkeiten sind die aus dem 13. Jahrhundert stammende Abtei des hl. Nikolai, das dort im 15. Jahrhundert erbaute Franziskanerkloster, das Rathaus und der Karstfluss Pazinčica, der unter dem Schloss, das einst den Grafen von Montecuccoli gehörte, in einer Karsthöhle verschwindet. Dem französischen Schriftsteller Jules Verne diente der Abgrund von Pisino als Inspiration für seinen Roman Mathias Sandorf. Diese geologische Besonderheit wurde 1896 erstmals erforscht.

## Verkehr
Pazin besitzt einen Bahnhof an der Bahnstrecke Divača–Pula. Die Autobahn A8 verläuft in einem nahen Bogen südwestlich und südöstlich der Stadt. In Richtung Süden schafft sie eine Verbindung mit der Autobahn A9 bei Kanfanar und der nach Nordosten führende Streckenabschnitt überquert das Bergland zwischen dem Ćićarija-Gebirge und dem Učka-Gebirgszug. Ferner ist Pazin überregional auf der Nationalstraße D48 erreichbar.

## Infrastruktur
Nördlich des bebauten Stadtgebiets, bereits im Bergland und noch teilweise auf dem Gemeindegebiet von Pazin befindet sich der Butoniga-Stausee. Er wird zur Trinkwassergewinnung genutzt und versorgt Städte südlich des Limski-Kanal.

## Söhne und Töchter der Stadt
- Luigi Dallapiccola (1904–1975), italienischer Komponist
- Juraj Dobrila (1812–1882), römisch-katholischer Bischof von Triest
- Fabio Filzi (1884–1916), italienischer Nationalheld
- Karl Guggenberger (1883–1968), österreichischer (später deutscher) Bahnbeamter, Präsident der Reichsbahndirektion Regensburg
- Antun Motika Künstler
- Pier Antonio Quarantotti Gambini (1910–1965), italienischer Schriftsteller
- Milan Zgrablić (* 1960), römisch-katholischer Erzbischof von Zadar

## Bildgalerie

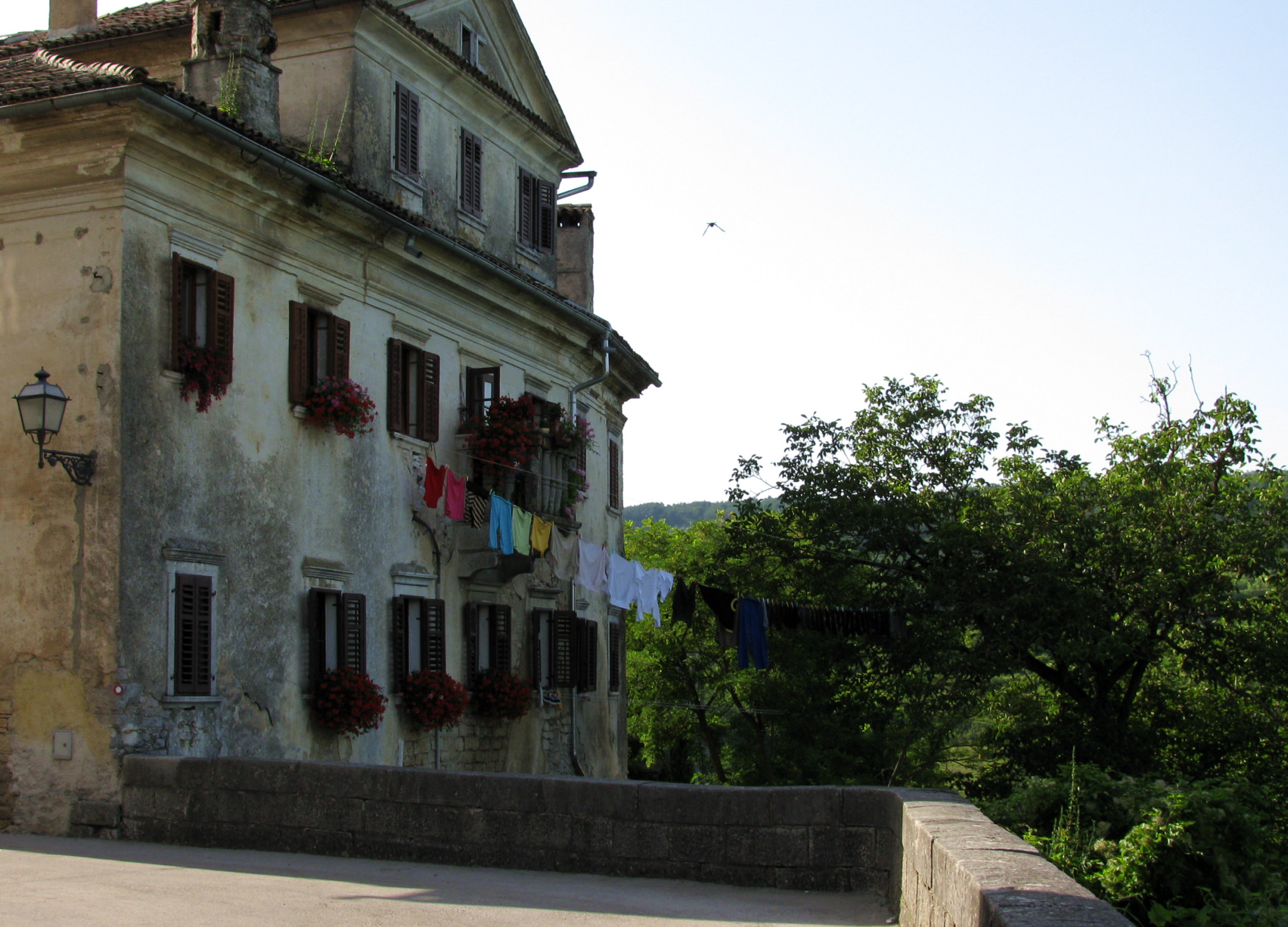
Typische Hausfassade in Pazin/Pisino
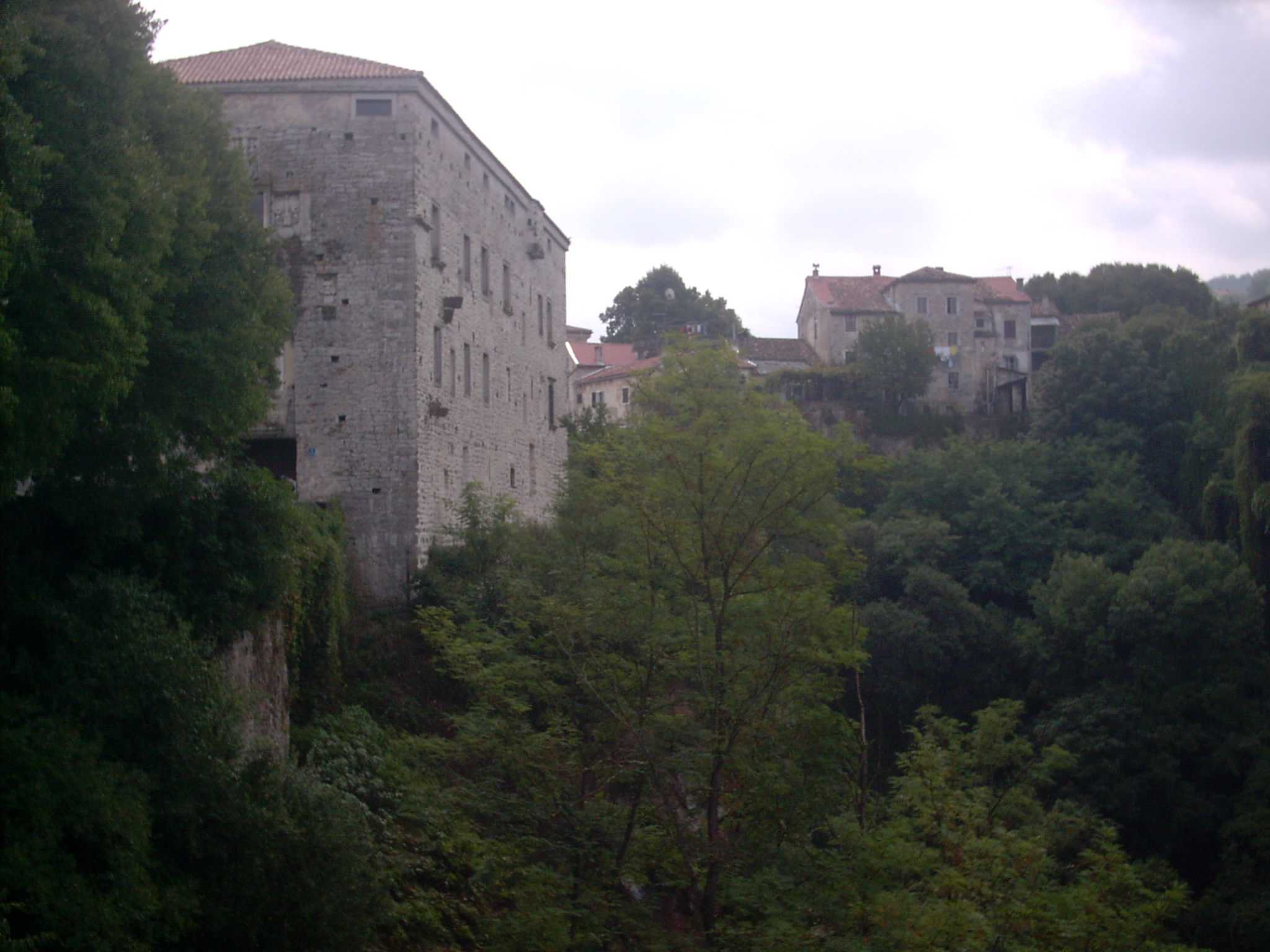
Burg Montecuccoli
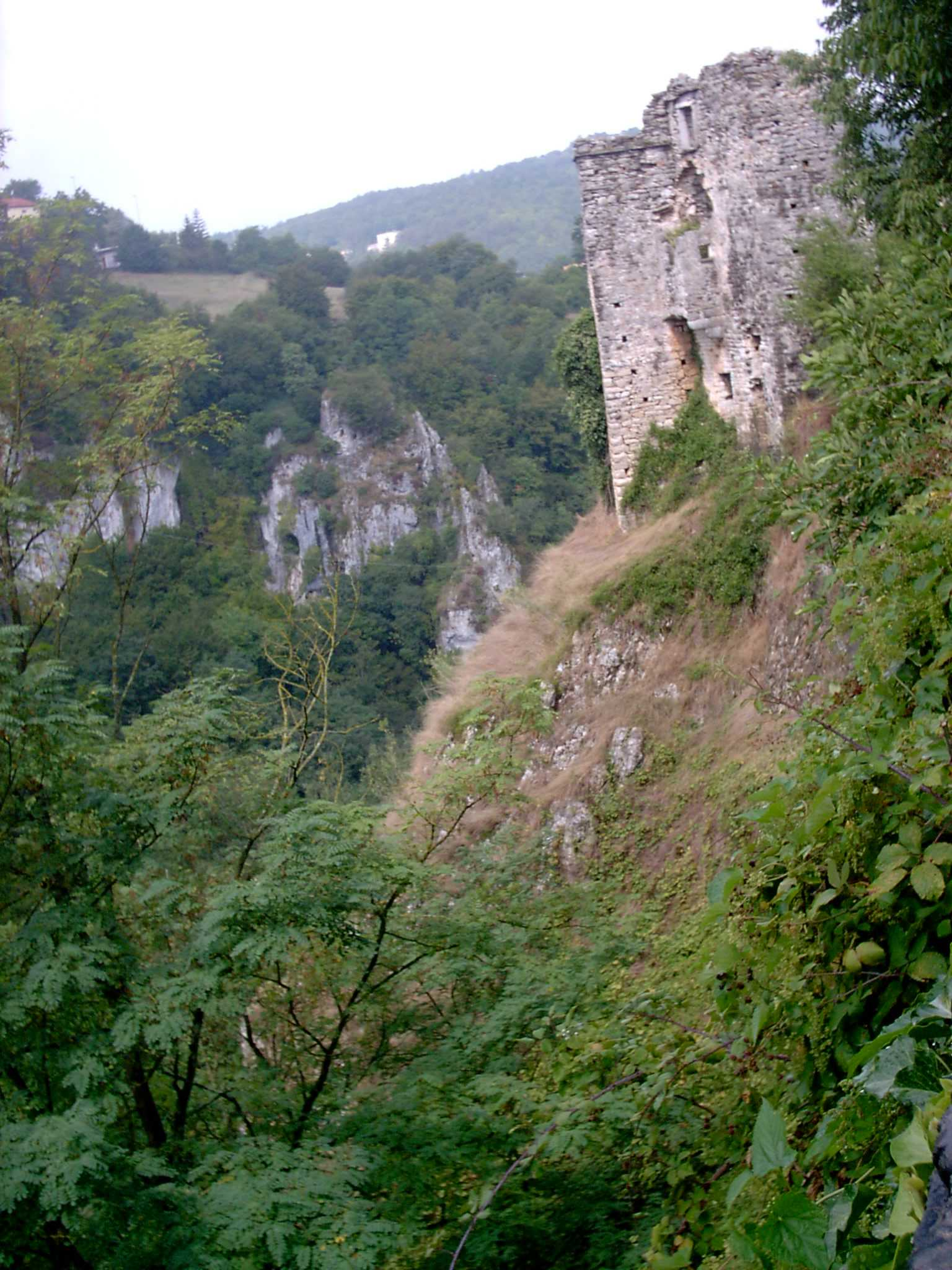
Burgruine Mitterburg
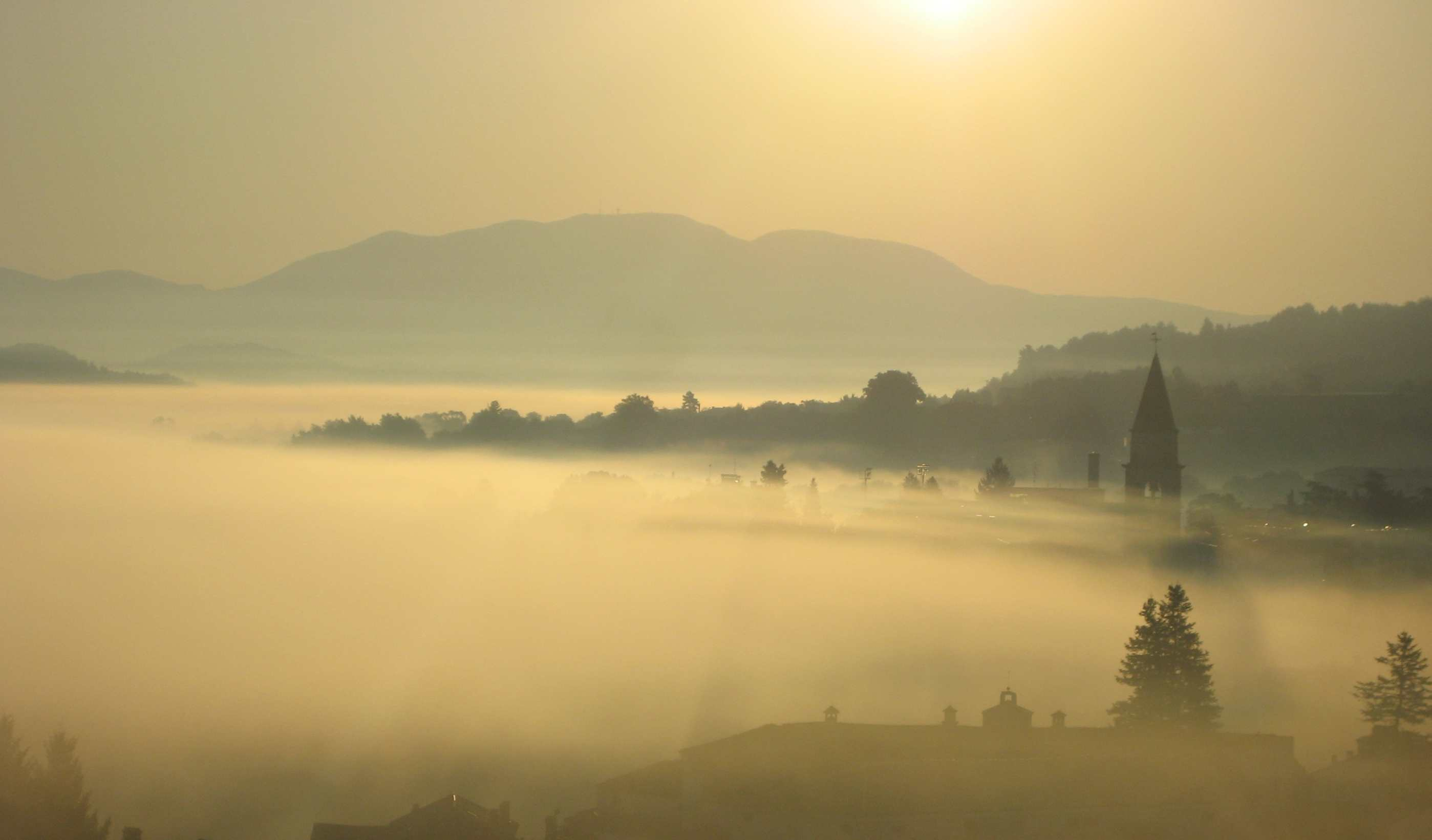
Sonnenaufgang über der Stadt
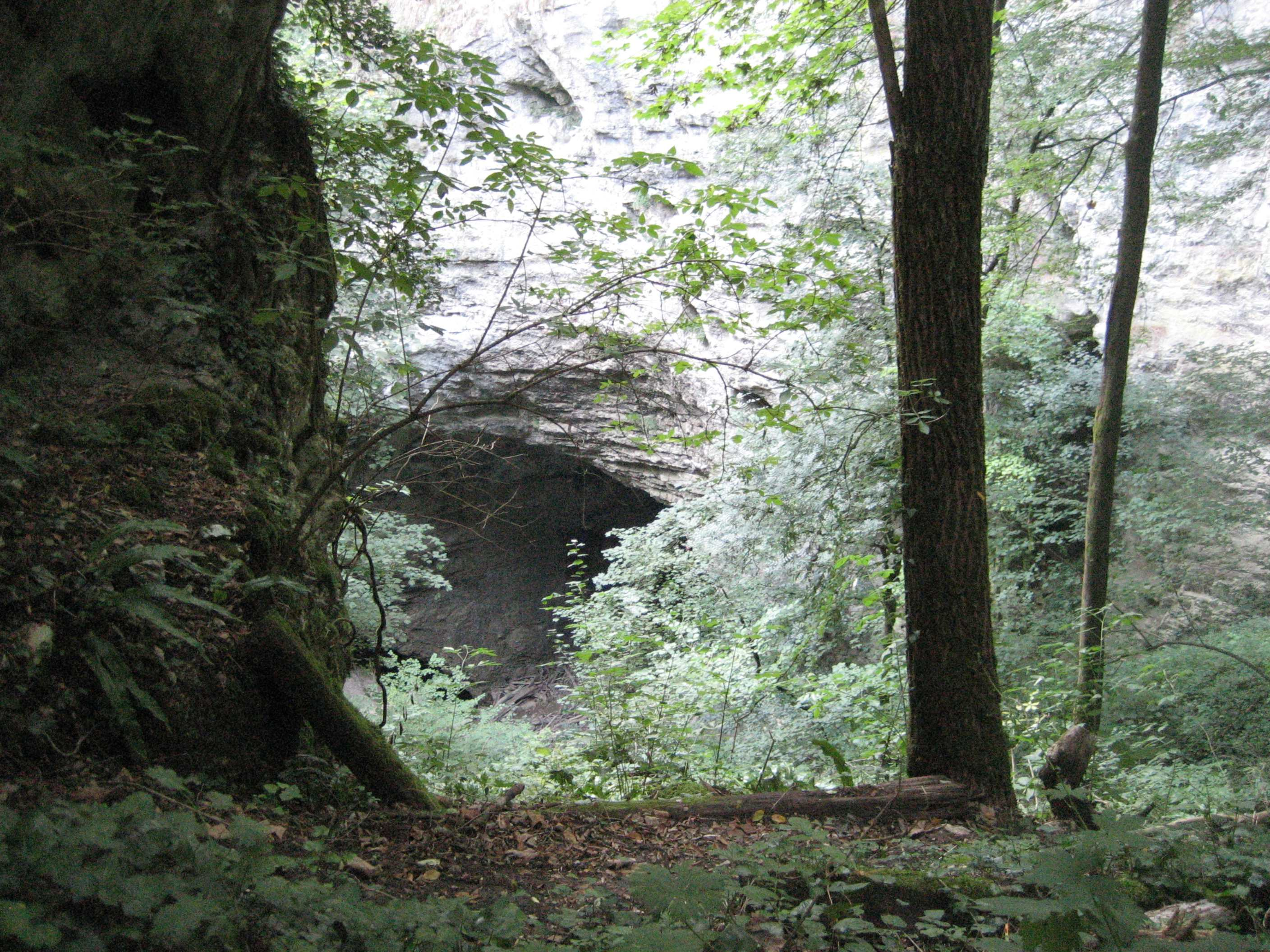
Eingang zur Höhle von Pazin
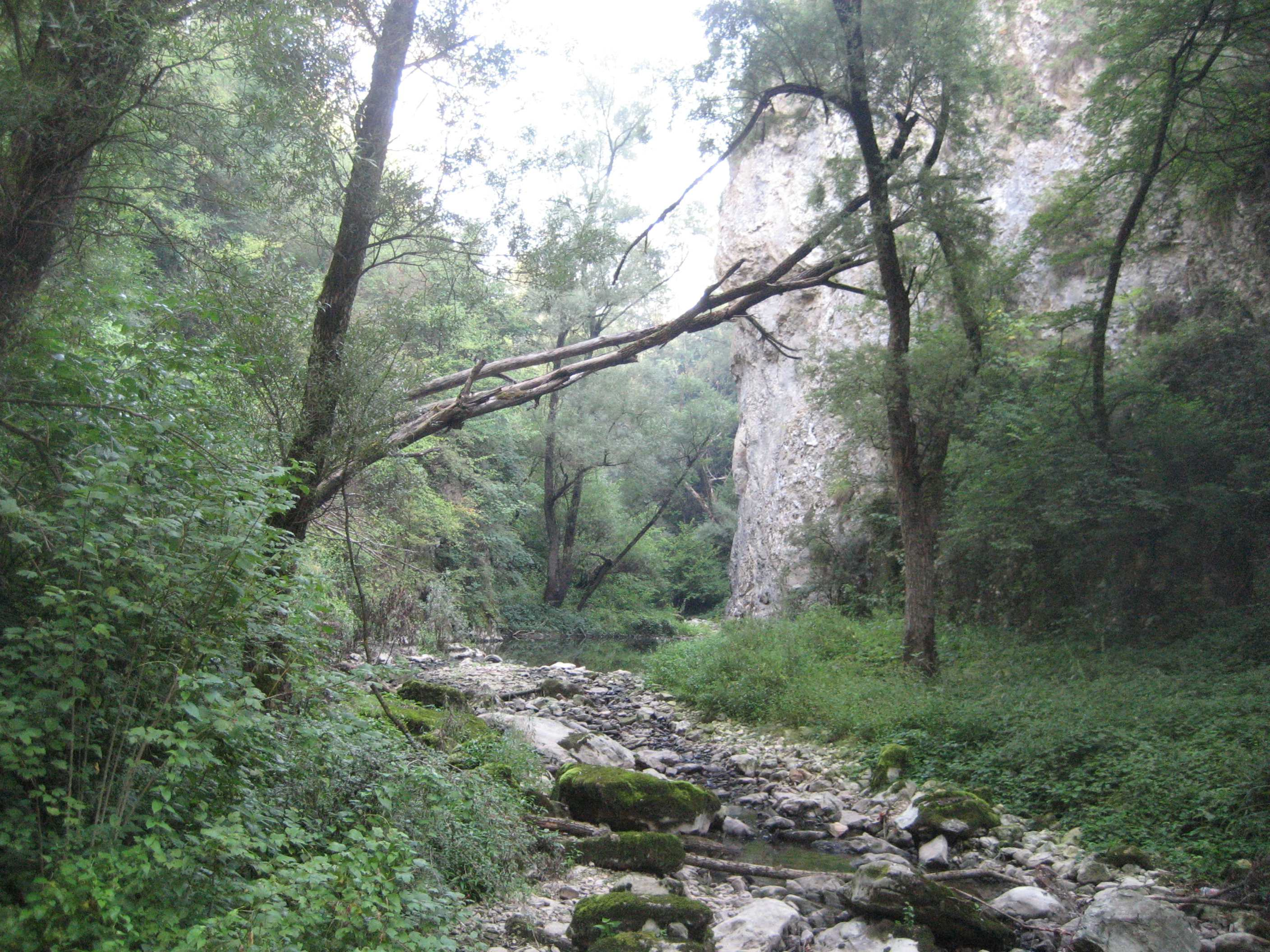
Der Karstfluss Pazinčica in der Schlucht unterhalb der Stadt
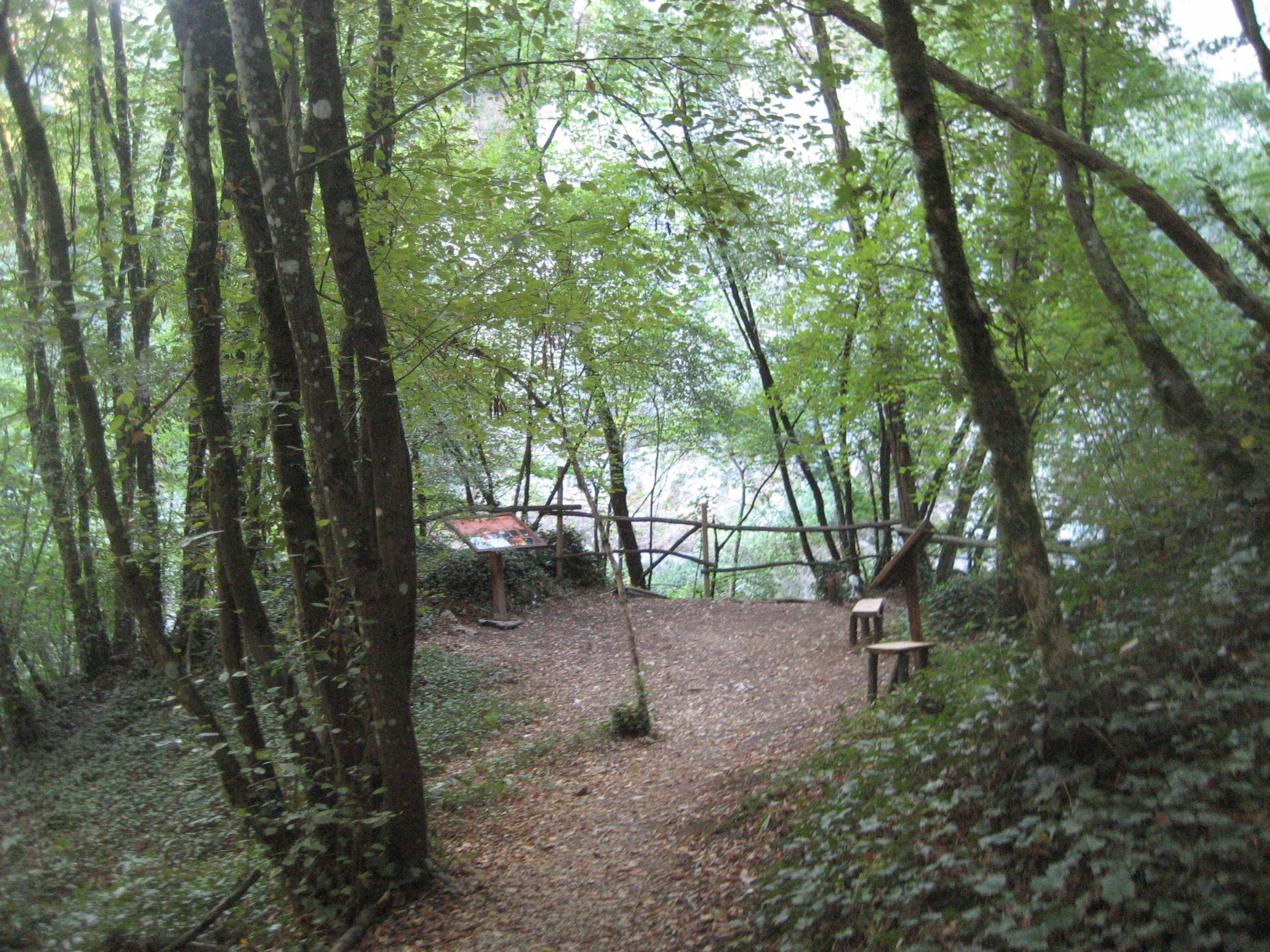
Lehrpfad in die Schlucht des Pazinčica-Flusses
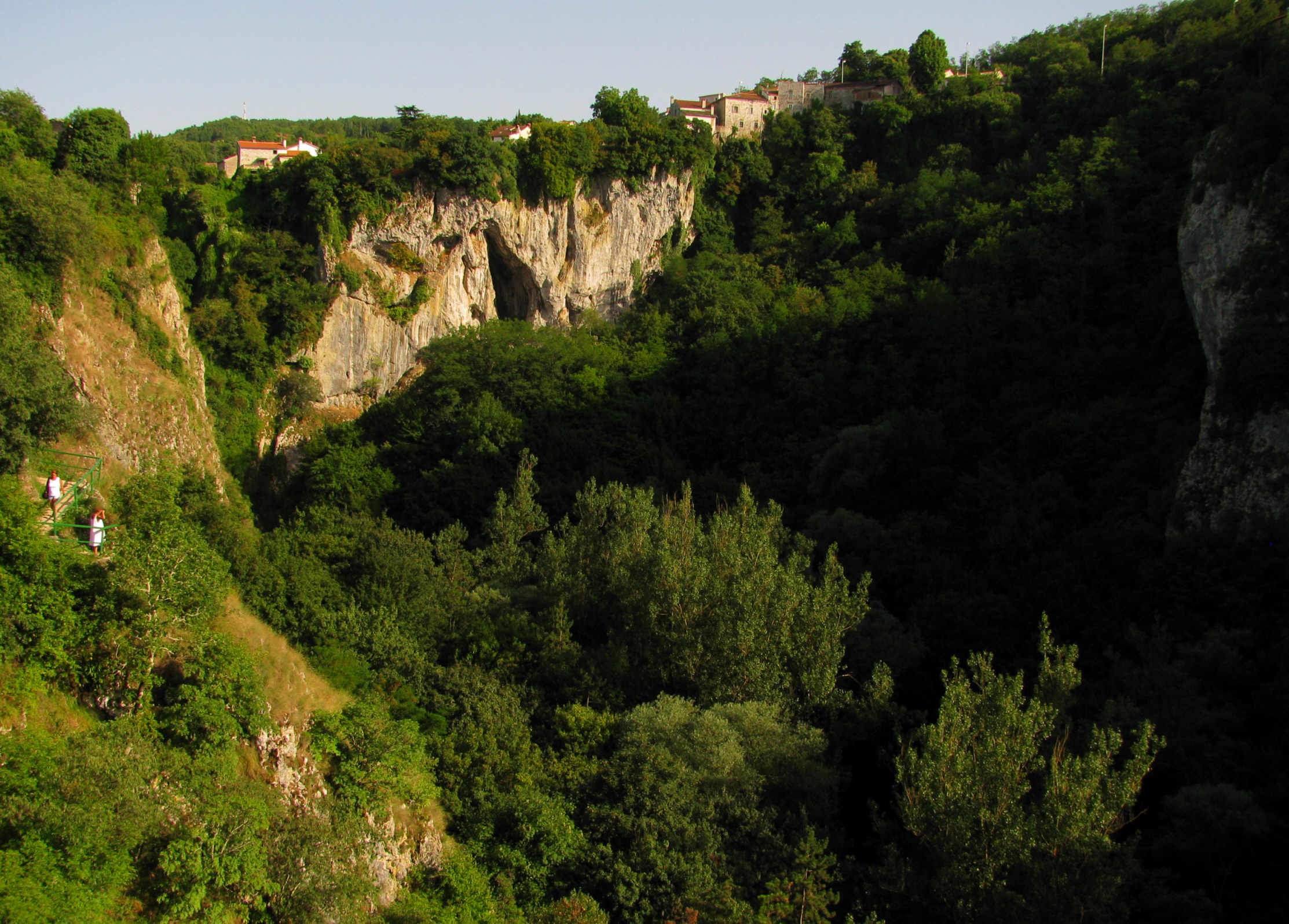
Fojba-Schlucht in Pazin/Pisino
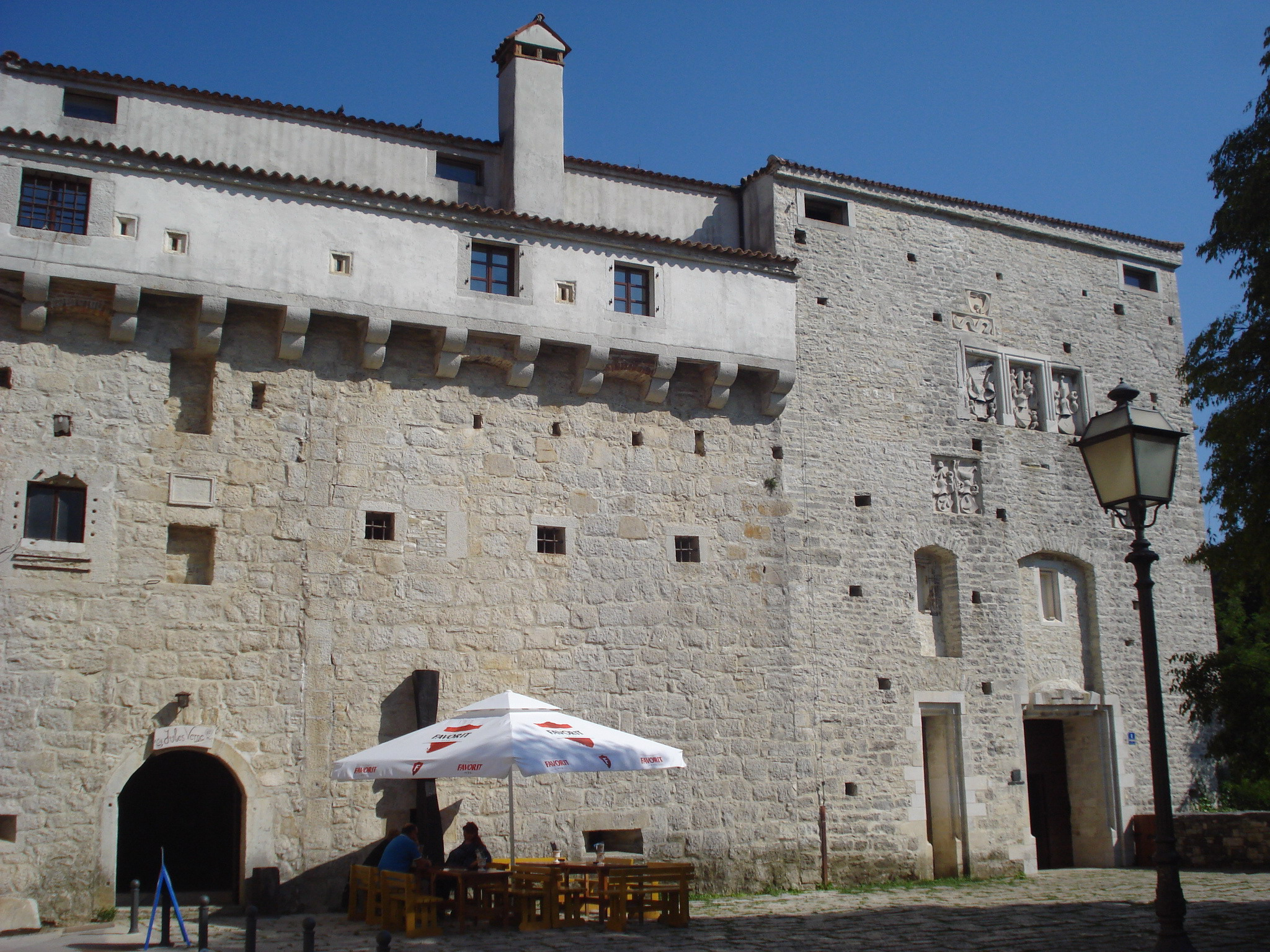
Westseite der Paziner Burg
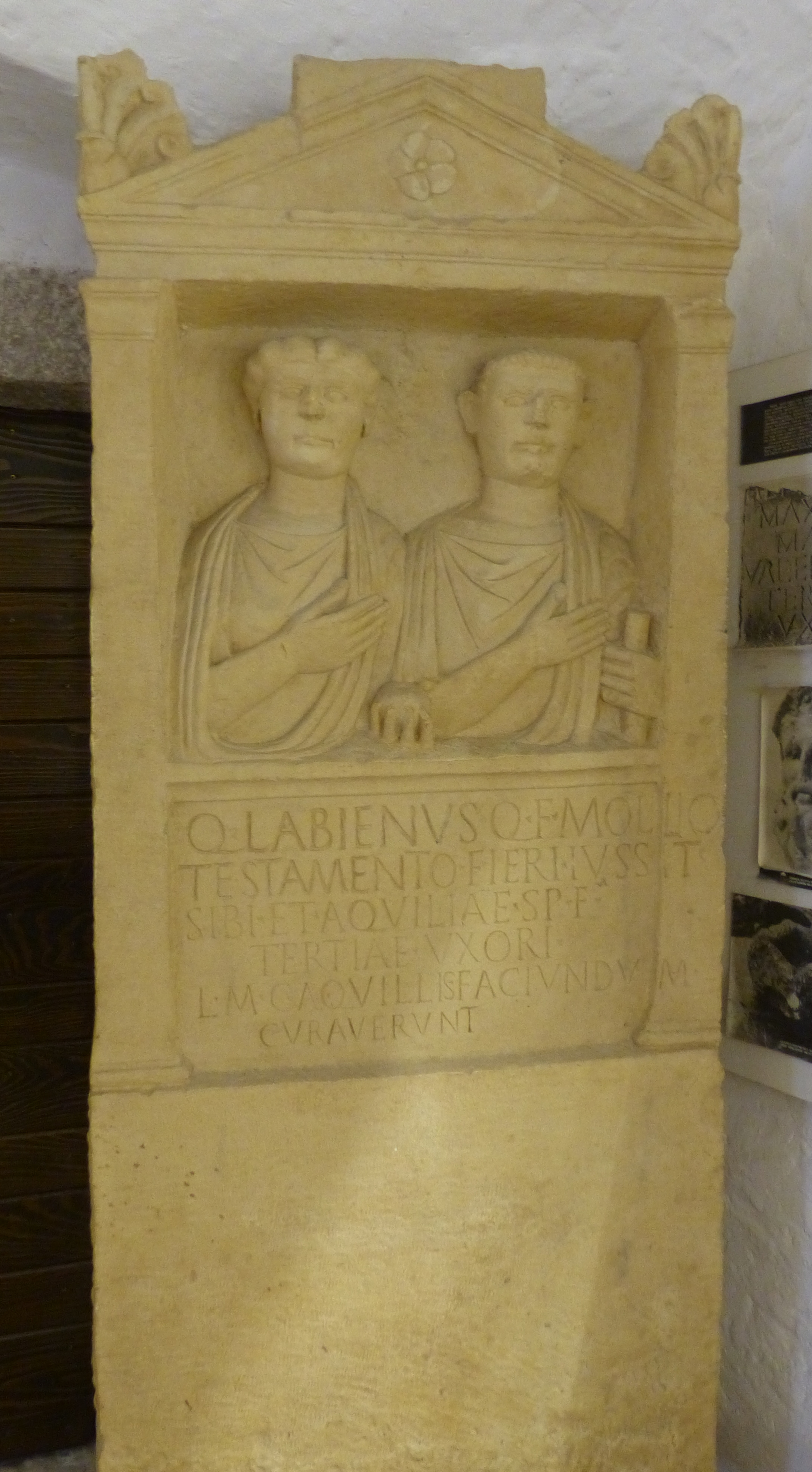
Grabstein eines römischen Paares